# Herre, förbarma dig (1544)
Herre, förbarma dig från Böhmiska brödernas sångbok 1544. Är ett moment i den kristna mässan som heter Kyrie.

## Publicerad i
- Böhmiska brödernas sångbok 1544.
- Musiken till Svenska Mässan 1897.
- Den svenska mässboken 1942, del 1.
- Gudstjänstordning 1976, del II Musik.
- Den svenska kyrkohandboken 1986 under Herre, förbarma dig.